# Praia de Weymouth

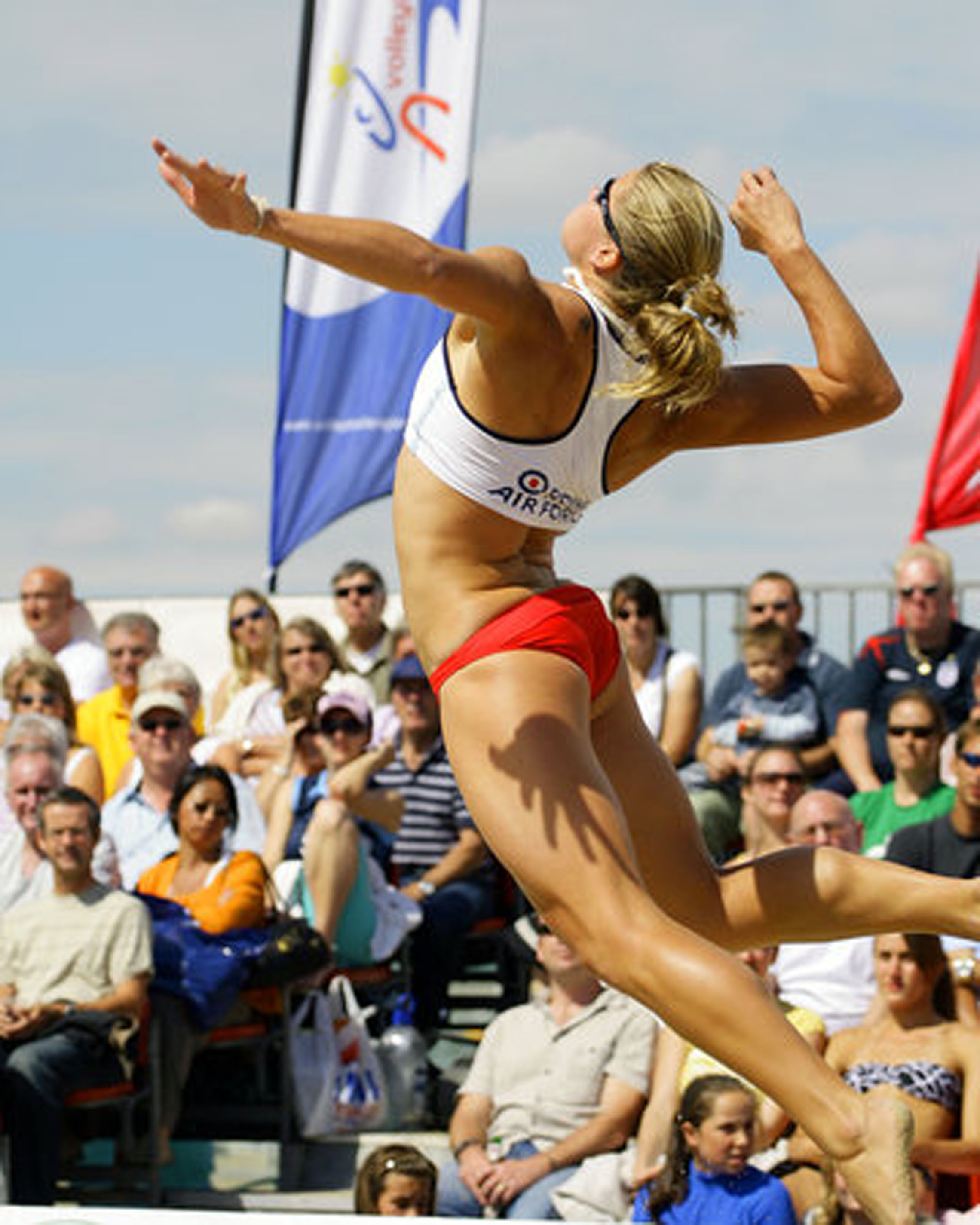
O vôlei praia é um jogo clássico na praia de Weymouth.

A praia de Weymouth (em inglês: Weymouth Beach) é um arco de areias douradas suavemente curvado que se localiza na baía de Weymouth, junto à cidade de Weymouth, em Dorset, Inglaterra. Sua inclinação para o mar também é muito gradual e as águas são pouco profundas e com ondas pequenas.
A praia é com frequência frequentada com fins terapêuticos; o rei Jorge III costumava ir à mesma quando estava doente. Além de para banhar em suas águas, a praia é utilizada para praticar motocross e voleibol: campeonatos internacionais de voleibol tomam lugar neste lugar com frequência.
A praia conta com as atrações tradicionais de um destino turístico marinho inglês, incluindo passeios em burro, obras de fantoches de Punch e Judy, esculturas de areia, camas elásticas, uma pequena feira para meninos, etc.